# Comandante Acciaio
Comandante Acciaio (anche Acciaio o Cittadino Acciaio) è il nome di tre personaggi immaginari, supereroi pubblicati dalla DC Comics, tutti membri della stessa famiglia. Il primo Acciaio comparve in Steel, The Indestructible Man n. 1 (1978), pubblicato dalla DC Comics e fu creato da Gerry Conway e Don Heck. Le sue storie furono ambientate tutte durante la Seconda guerra mondiale. I due personaggi successivi, anche loro con il soprannome di Acciaio, sono i suoi nipoti.

## Storia editoriale
Acciaio comparve per la prima volta nella sua serie ambientata nel 1939 Steel: The Indestructible Man, scritto dallo scrittore di Capitan America Gerry Conway. Tuttavia, la serie fu cancellata dopo soli cinque numeri, e successivamente Acciaio comparve come ospite in Justice League of America.

## Biografia del personaggio

### Henry Heywood
La versione della Seconda Guerra Mondiale del personaggio, Henry Heywood, si arruolò nel Corpo dei Marines degli Stati Uniti precedentemente al suo coinvolgimento nella guerra, ma fu ferito quando dei sabotatori attaccarono la sua base, guidati da un uomo che sarebbe diventato il Barone Blitzkrieg. Heywood era uno studente di biologia sotto la tutela del Dottor Gilbert Giles. Questo professore sperimentò sul suo corpo della chirurgia plastica estensiva, incrementando il suo corpo danneggiato con protesi d'acciaio meccanizzate che gli donavano forza, velocità e resistenza super umane. Su richiesta del Dottor Giles, Heywood mantenne questi nuovi doni segreti, e ritornò in servizio dietro a una scrivania. Frustrato dall'incapacità di aiutare il prossimo direttamente, Heywood adottò la persona mascherata di "Acciaio", e tentò di rubare degli armamenti di acciaio dalla base militare dove lavorava - da inviare a coloro che si trovavano direttamente in guerra - quando alcuni sabotatori della Quinta colonna irruppero nella base. Heywood li sconfisse, e si imbarcò nella carriera di combattente di minacce straniere ed altri criminali fino all'entrata in guerra dell'America.
Heywood entrò direttamente nella Seconda Guerra Mondiale come arma segreta, prima di allearsi con la All-Star Squadron. In quel periodo venne nominato Comandante Acciaio dal Primo Ministro Britannico Winston Churchill. La sua adesione allo Squadron fu di breve periodo poiché la Crisi sulle Terre infinite fece sì che slittasse dalla sua Terra-Due nativa alla nuova Terra Post-Crisi, dove si ritirò dalla sua vita di supereroe dato che non vi erano eroi attivi in costume all'epoca sulla sua nuova casa.
Anni dopo, da ricco industriale, incorporò gli stessi componenti meccanizzati a suo nipote Hank Heywood III.
Dopo la morte di suo nipote, Heywood riprese l'identità di Comandante Acciaio e morì in combattimento contro il criminale Eclipso, mentre era un membro degli Shadow Fighters. Ebbe una fine da eroe - facendo detonare il Suburst 300 (un dispositivo costruito per distruggere Eclipso) quando il suo compagno di squadra Nemesis si diede alla fuga.

### Hank Heywood III
Il secondo Acciaio fu l'ormai deceduto Henry "Hank" Heywood III, nipote del Comandante Acciaio che, da ricco industriale qual era, incorporò gli stessi componenti meccanizzati in suo nipote, con grande disappunto di quest'ultimo. Heywood III era un membro della squadra "Justice League Detroit", e fu ferito mortalmente in battaglia contro un androide appartenente ad uno dei nemici più classici della sua squadra, il Professor Ivo. Il suo corpo rimase preservato nel bunker della JLA, finché non venne scoperto e distrutto da Despero.
Sebbene fu originariamente affermato che Heywood praticò della chirurgia non necessaria su suo nipote, si scoprì successivamente in Justice League of America n. 260 che se non avesse trasformato suo nipote in Acciaio, "Hank sarebbe morto...anni fa".
In un crossover di Justice League of America collegato a La notte più profonda, Acciaio venne rianimato come membro del Corpo delle Lanterne Nere nella Sala della Giustizia. Al fianco della Lanterna Nera Vibe, Acciaio attaccò i suoi vecchi compagni, Gypsy e Vixen, finché non fu distrutto dal Dottor Light.

### Nathan Heywood
La nuova serie della Justice Society of America presentò un altro membro della famiglia Heywood. Durante un'intervista con Newsarama, lo scrittore della nuova serie, Geoff Johns, lo annunciò come un nuovo personaggio con nuovi poteri. Fece il suo debutto in Justice Society of America n. 2 con il nome di Nathan "Buckeye" Heywood.
Nathan è il nipote di Henry Heywood e il cugino di Henry Heywood III. Ex stella del football alla Ohio State University, Nathan si ritirò dopo essersi rotto una rotula e aver subito l'amputazione della gamba a causa di un'infezione non diagnosticata. L'incidente lasciò Nathan dipendente degli antidolorifici.

#### Cittadino Acciaio
Mentre si trovava alla riunione della sua famiglia, fu attaccato dal Quarto Reich, una squadra di metaumani neo-nazisti, a cui fu ordinato da Vandal Savage di spezzare le linee di sangue degli eroi della Golden Age. Nonostante gli sforzi del Quarto Reich, fallirono nello spezzare la linea di sangue degli Heywood, in quanto Nathan e una manciata di bambini riuscirono a sopravvivere. La madre e il fratello di Nathan furono trasformati in statue di metallo dal criminale Reichsmark. Nathan inserì il bastone da appoggio nel palato di Reichsmark, causando una forte emorragia di sangue metallico che gli cadde addosso. Hawkman lo portò subito dal Dottor Mid-Nite, che notò che il metallo veniva assorbito dalla pelle di Nathan.
Successivamente, si scoprì che il metallo assorbito stava uscendo dal moncherino della gamba di Nathan, e aveva formato una protesi di metallo organico. Risvegliatosi in una camera d'ospedale, Nathan scoprì di avere una superforza straordinaria. Dottor Mid-Nite informò Nathan che adesso era un essere di metallo vivente, a causa di una reazione sconosciuta con il sangue di Reichsmark. Tuttavia, i tessuti metallici di Nathan non gli fornivano il senso del tatto, segno che non sentiva la consistenza, le temperature e la pressione, e il suo peso era stato grandemente incrementato, come notato dalle impronte che lasciava sul terreno al suo passaggio. Gli fu dato un costume, una "seconda pelle" di una lega di acciaio inossidabile sviluppata dal Dottor Mid-Nite e da Mr. Terrific, creata specificatamente per restringere i suoi movimenti e ridurre la sua forza ad un livello più agibile, e ne scelsero i colori seguendo la sua eredità. Quindi, si unì alla Justice Society of America nella battaglia contro il Quarto Reich. Dopo la sconfitta dei nemici, la stampa chiese a Nathan se fosse il nuovo Comandante Acciaio, ma egli negò tutto affermando di essere un semplice cittadino, e così fu soprannominato "Cittadino Acciaio" da Power Girl.

#### Gog
Quando il sopravvissuto del Terzo Mondo, Gog, comparve, Nathan fu uno dei membri della JSA che si mise dalla sua parte, sperando che Gog potesse restituirgli il senso del tatto. Si scoprì che Gog stava mettendo radici sulla Terra, cosa che ne avrebbe comportato la distruzione se se ne fosse andato, e quando la Society si scontrò con lui, furono spazzati via da un semplice vento da lui scatenato. Solo Nathan riuscì a resistervi. Gog offrì a Nathan di esaudire il suo più grande desiderio se si fosse alleato con lui, ma egli rifiutò e si unì ai suoi compagni per combatterlo. Per questa azione, Gog indusse Nathan a provare il dolore. Così, Nate si strappò di dosso il costume e scatenò tutta la sua forza contro Gog, sperando di farlo cadere, cosa che diede all'araldo di Gog, Magog, la possibilità di staccare la testa al suo padrone e di rimandarlo, perciò, al Muro della Fonte. Dopo la sconfitta di Gog, Nathan si sentì pervaso da un senso di soddisfazione.
Dopo la sconfitta di Gog, Nathan si allontanò per qualche tempo dalla Justice Society per stare con la sua famiglia. Questa, consisteva dei sopravvissuti dell'attacco avvenuto alla riunione, e cioè solo di una manciata di bambini, la cui stragrande maggioranza lo chiamava "Zio Nathan" o "Zio Nate".

#### La notte più profonda
Durante gli eventi de La notte più profonda, Nathan aiutò a combattere le orde di Lanterne Nere che attaccarono Manhattan. Tentò di aiutare Power Girl durante la sua battaglia contro la Lanterna Nera Kal-L, ma fu sbattuto da parte dalla'ex eroe, che si riferì a lui come "peso piuma" comparato alla sua forza.

## Poteri e abilità
Originariamente, il Comandante Acciaio poteva sollevare solo 454 kg, ma quando comparve nelle pagine di All-Star Squadron gli fu attribuita una forza "super umana" senza un limite esatto. Fu, senza mezze misure, forte quanto Superman o Wonder Woman, ed era in grado di tenere testa contro Robotman e il Barone Blitzkrieg.
Il corpo metallico del Cittadino Acciaio, gli fornisce forza super umana, e gli permette di resistere a venti diretti lanciatigli contro da avversari potenti quanto Gog, e gli permette di rimanere in piedi, e in cambio può sbatterlo al tappeto - ed è l'unico a poter fare una cosa simile nella JSA. Tuttavia, il suo senso tattile è sparito, non permettendogli di sentire la pressione o il dolore. I limiti della lega del suo costume limitano la sua forza a livelli controllabili ma al costo di rallentarlo un po'. Con la rimozione della sua tuta, è in grado di scatenare la sua piena forza senza la limitazione di velocità.

## In altri media
Hank Heywood comparve numerose volte come Comandante Acciaio durante la terza stagione della serie Justice League Unlimited, più che altro nella puntata finale della stagione, "Il distruttore". Lo si vide in "Iniziazione" e in "Panico nei cieli", dove lui, Hawk e Wildcat combatterono contro i numerosi cloni degli Ultimen, incluso un clone di Longshadow. In "Il distruttore", lui, Shayera e Atomic Skull furono inviati a distruggere le forze di Darkseid che si stavano diffondendo in tutto il mondo. Shayera fu colpita ad un'ala da una lancia, causandole l'indebolimento e la caduta. Mentre combatteva, il Comandante Acciaio notò un parademone che si apprestava ad attaccare la sua compagna ferita. Afferrò prontamente uno scudo e lo lanciò verso il nemico, facendo presumere che l'avesse decapitato. Sempre in "Il distruttore", lo si vide correre per le scale del metrò con Vibe, Gypsy e Vixen (tutti e quattro creati da Gerry Conway).